# Luis Mayans y Enríquez de Navarra

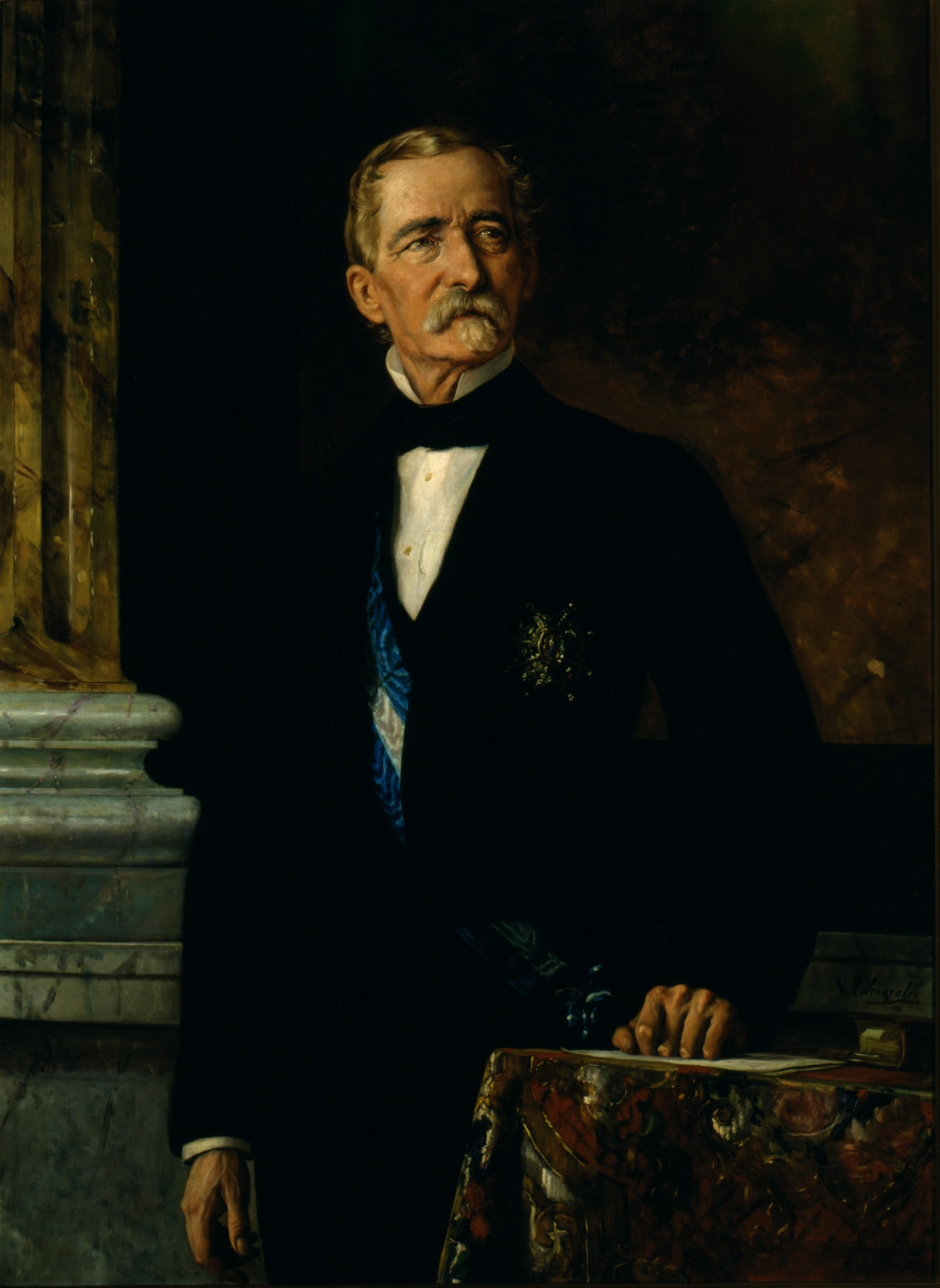
Luis Mayans y Enríquez de Navarra, por Vicente Palmaroli. 1872. (Congreso de los Diputados de España).

Luis Mayans y Enríquez de Navarra (Requena, 24-7-1805 — Madrid, 14-9-1880). Noble, jurista y político español del siglo XIX.

## Biografía
Este ilustre español, hijo de Luis Mayáns y Valda (1762-1842) y de María Josefa Enríquez de Navarra Ramírez, nace accidentalmente en Requena donde su familia materna, los Enríquez de Navarra, poseían propiedades agrícolas. Su vida infantil y adolescente transcurre en Onteniente, donde residía habitualmente su familia paterna, los Mayans.
Vivió acontecimientos políticos trascendentales de la historia de la España moderna como la Invasión francesa y el retorno del rey Fernando VII. Estudió Derecho en Alcalá. A pesar de sus principios liberales, su carrera política se desarrolló con ideas más conservadoras. 
Fue Alcalde mayor de Ferrol en 1835; Juez de Primera Instancia en Madrid; Magistrado de la Audiencia de Zaragoza en 1837; Diputado a Cortes por Onteniente, Ministro de Estado, Ministro de Gracia y Justicia en 1843 con González Bravo y luego con Narváez (1846), y Presidente del Congreso de los Diputados de 1848 a finales de 1851; Ministro del Tribunal Supremo de Guerra y Marina en 1856; Presidente de la Sección de Gracia y Justicia del Consejo de Estado en 1858. 
En 1850, siendo él presidente, se inauguraron las obras de reforma del nuevo Palacio del Congreso de los Diputados, que se habían comenzado en 1843, bajo el reinado de Isabel II, y que es el mismo que existe actualmente en la Carrera de San Jerónimo.
Contribuyó al desarrollo de la agricultura valenciana y las comunicaciones, preparó el Reglamento de los Juzgados y organizó el Ministerio Fiscal y la Carrera Notarial, y formó parte de la comisión de redacción del Concordato de 1851 con la Santa Sede. Renunció al título de Príncipe Romano que le ofreció el Papa y al cargo de Senador. Fue caballero gran cruz de la Orden de Carlos III. También fue caballero de la Real Maestranza de Caballería de Valencia y había renunciado al título de príncipe romano que le ofreció el papa Gregorio XVI. No quiso un título nobiliario o el escaño vitalicio en el Senado.
En 1864 volvió a ser Ministro de Gracia y Justicia.
En los últimos años de su vida, presidió la comisión de notables que redactó el proyecto de la Constitución de 1876, reforzó el Ministerio Fiscal y organizó la carrera notarial.
Murió en septiembre de 1880 y fue nombrado hijo predilecto de Onteniente.